# 10 людей года по версии журнала Nature
10 людей года по версии журнала Nature — ежегодный список десяти «людей, которые имели значение» в науке, публикуемый научным журналом Nature. Номинанты оказали значительное влияние на науку, неважно, хорошее или плохое. Репортёры и редакционные сотрудники журнала Nature считают, что кандидаты оказали «значительное влияние на мир, или их положение в мире могло оказать важное влияние на науку». Краткие биографические очерки описывают людей, стоящих за некоторыми из наиболее важных открытий и событий года. Помимо десяти победителей, в списке также перечислены пять людей «за которыми стоит следить» в следующем году.

## 2024 год
Среди лауреатов 2024 года:
1. Эккехард Пейк
2. Кейтлин Харас
3. Ли Чуньлай
4. Анна Абалкина
5. Хуцзи Сюй
6. Мухаммад Юнус
7. Плацид Мбала
8. Корделия Бэр
9. Реми Лам
10. Венди Фридман

За кем стоит последить в 2025 году:
1. Марк Томсон
2. Эмма Ходкрофт
3. Дональд Трамп

## 2023 год
Среди лауреатов 2023 года:
1. Калпана Калахасти
2. Марина Сильва
3. Кацухико Хаяси
4. Энни Критчер
5. Элени Миривили
6. Илья Суцкевер
7. Джеймс Хэмлин
8. Светлана Мойсов
9. Халиду Тинто
10. Томас Паулз

Специальный лауреат:
1. ChatGPT: Благо и бремя?

За кем стоит последить в 2024 году:
1. Моника М. Бертаньолли, директор Национального института здравоохранения США
2. Колин Уотерс, председатель рабочей группы по антропоцену
3. Илан Гур, исполнительный директор Британского агентства перспективных исследований и изобретений
4. Мухаммад Масрур Алам, молекулярный биолог, Национальный институт здравоохранения Пакистана

## 2022 год
Среди лауреатов 2022 года:
1. Джейн Ригби
2. Юньлун Цао
3. Салимул Хук
4. Светлана Краковская
5. Дими Огоина
6. Лиза МакКоркелл
7. Диана Грин Фостер
8. Антониу Гутерреш
9. Мухаммад Мохиуддин
10. Алондра Нельсон

За кем стоит последить в 2023 году:
1. Шерри Рехман, министр по вопросам изменения климата, Пакистан
2. Наллатамби Калаиселви, Индийский совет научных и промышленных исследований
3. Сунь Чуньлань, Коммунистическая партия Китая
4. Рене Вегжин, Агентство перспективных исследовательских проектов США в области здравоохранения
5. Энтони Тайсон, Калифорнийский университет в Дэвисе

## 2021 год
Среди лауреатов 2021 года:
1. Винни Бьянима,
2. Фридерика Отто
3. Чжан Жунцяо
4. Тимнит Гебру
5. Тулио де Оливейра
6. Джон Джампер
7. Виктория Таули-Корпус
8. Гийом Кабанак
9. Миган Колл
10. Джанет Вудкок

За кем стоит последить в 2022 году:

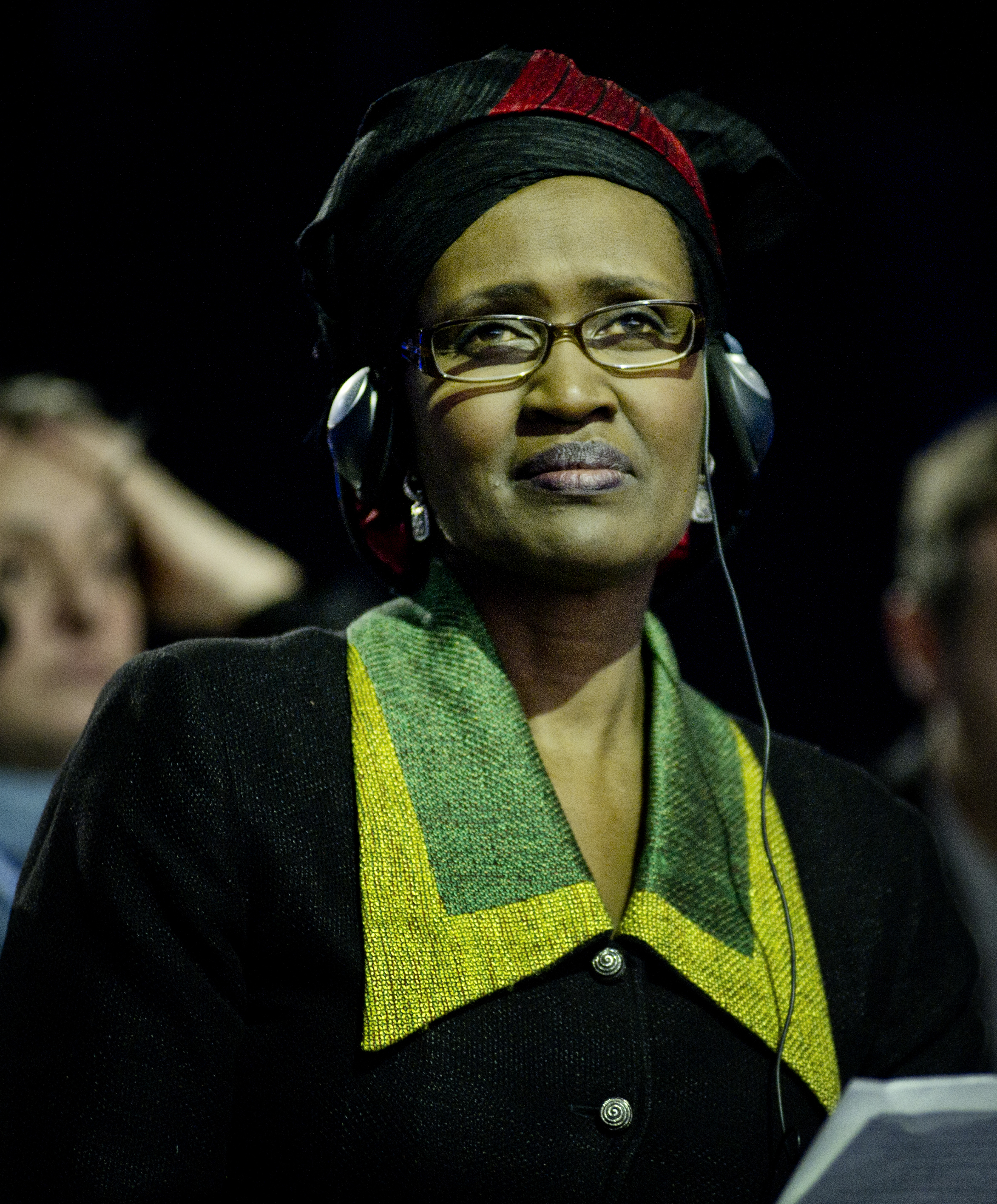
Винни Бьянима была номинирована в 2021 году за работу по обеспечению справедливости в отношении вакцин против COVID-19. Она является исполнительным директором ЮНЭЙДС.

1. Чикве Ихеквеазу, эпидемиолог Центра ВОЗ по пандемической и эпидемической информации
2. Джейн Ригби, астрофизик Центра космических полетов имени Годдарда НАСА.
3. Лав Дален, генетик Шведского музея естественной истории.
4. Се Чжэньхуа, специальный посланник Китая по вопросам изменения климата
5. Грациано Венанцони, физик Итальянского национального института ядерной физики.

## 2020 год
Среди лауреатов 2020 года:
1. Тедрос Гебрейесус
2. Верена Мохаупт
3. Гонсало Мораторио
4. Ади Утарини
5. Катрин Янсен
6. Чжан Юнчжэнь
7. Чанда Прескод-Вайнштейн
8. Ли Ланьцзюань
9. Джасинда Ардерн
10. Энтони Фаучи

За кем стоит последить в 2021 году:

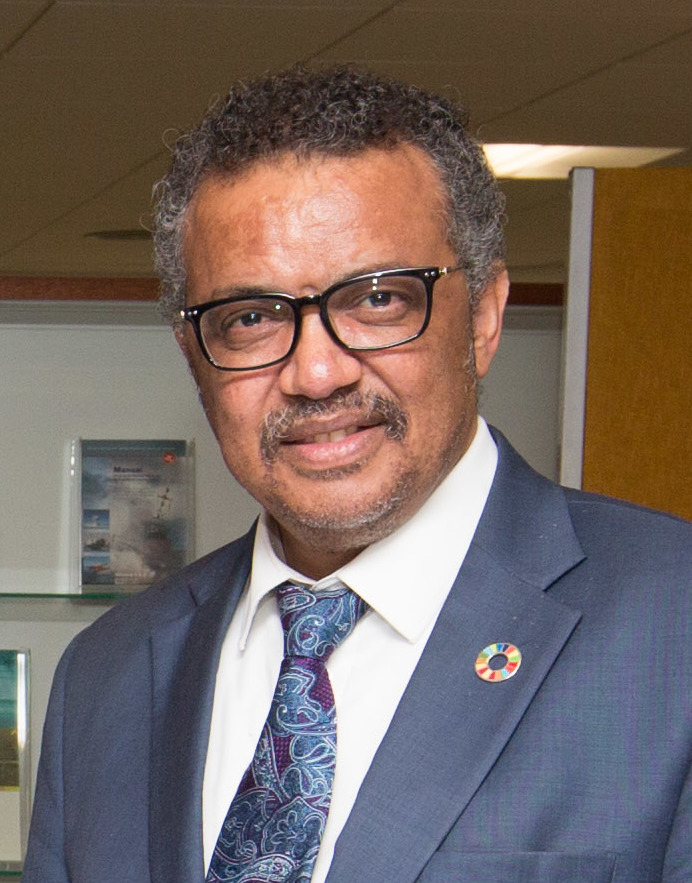
Тедрос Гебрейесус был номинирован в 2020 году за работу на посту генерального директора Всемирной организации здравоохранения.

1. Марион Купманс, Медицинский центр Университета Эразма, Роттердам, Нидерланды
2. Чжан Жунцяо, Национальное космическое управление Китая
3. Карен Мига, Калифорнийский университет, Санта-Крус
4. Рошель Валенски, Гарвардская медицинская школа, Бостон, Массачусетс
5. Джейн Гривз, Кардиффский университет, Великобритания

## 2019 год
Среди лауреатов 2019 года:
1. Рикардо Гальван
2. Виктория Каспи
3. Ненад Сестан
4. Сандра Диас
5. Жан-Жак Мюембе-Тамфум
6. Йоханнес Хайле-Селассие
7. Венди Роджерс
8. Дэн Хункуй
9. Джон М. Мартинис
10. Грета Тунберг

За кем стоит последить в 2020 году:
1. Антониу Гутерриш: Генеральный секретарь Организации Объединённых Наций
2. Денис Ребриков: Национальный медицинский исследовательский центр акушерства, гинекологии и перинатологии им. Кулакова, Москва
3. Гэн Мэйю: Шанхайский институт Материи медики, Китай.
4. Мария Габриэль: Европейский комиссар по инновациям, исследованиям, культуре, образованию и молодежи
5. Маркус Рекс: Институт Альфреда Вегенера, Германия

## 2018 год
Среди лауреатов 2018 года:
1. Юань Цао
2. Вивиан Слон
3. Хэ Цзянькуй
4. Джесс Уэйд
5. Валери Массон-Дельмотт
6. Энтони Браун
7. Йео Би Инь
8. Барбара Рэй-Вентер
9. Роберт-Ян Смитс
10. Макото Ёсикава

За кем стоит последить в 2019 году:

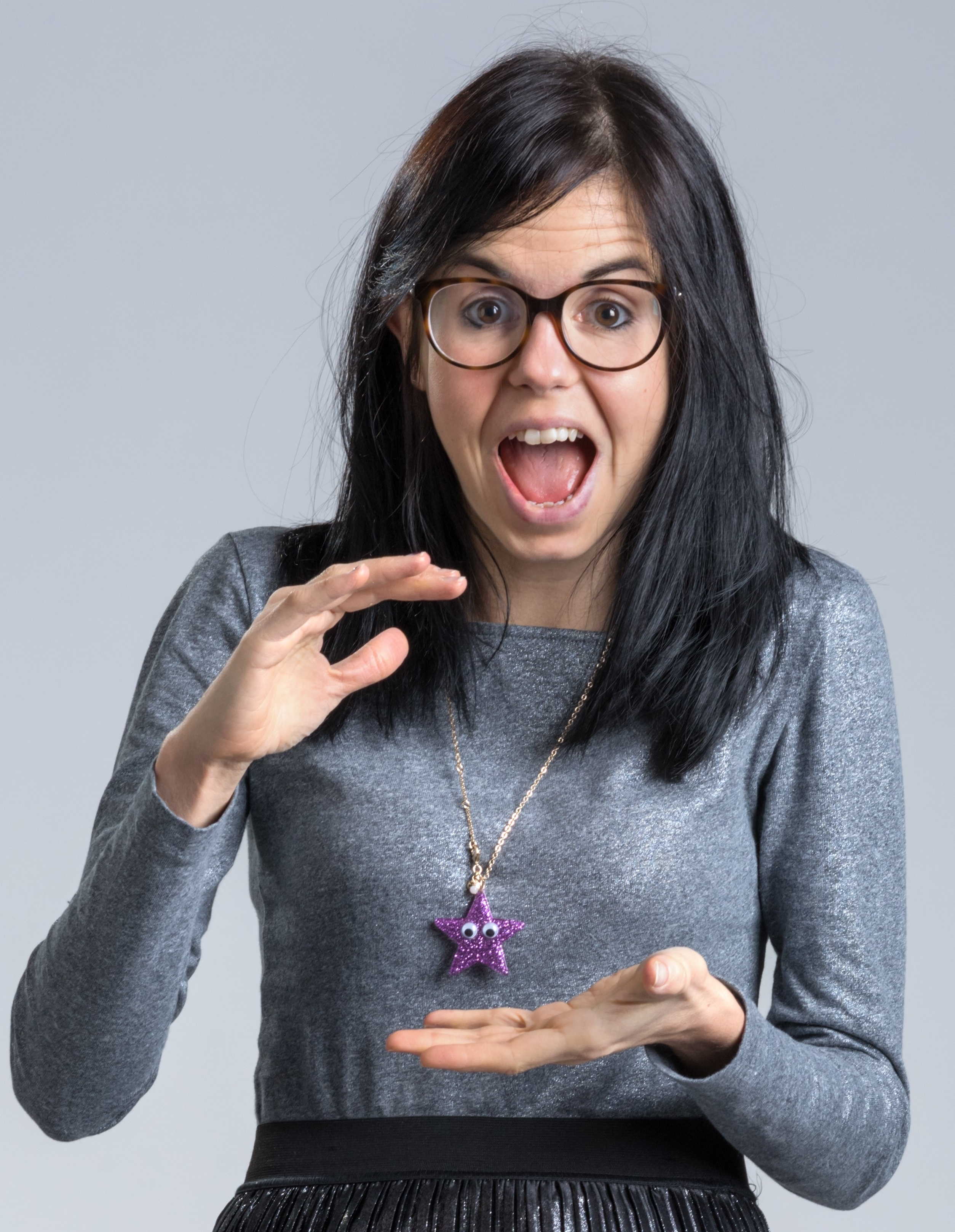
Джесс Уэйд была номинирована в 2018 году за свою работу в качестве борца за разнообразие.

1. Жан-Жак Мюембе-Тамфум, генеральный директор Национального института биомедицинских исследований Демократической Республики Конго
2. Джулиана Олсон, адвокат по делу Джулиана против США
3. Мутайя Ванита, директор индийской лунной миссии Чандраян-2
4. Маура Маклафлин, председатель Североамериканской наногерцовой обсерватории гравитационных волн
5. Сандра Диас, соруководитель Межправительственной научно-политической платформы по биоразнообразию и экосистемным услугам (МПБЭУ), Глобальная оценка биоразнообразия и экосистемных услуг

## 2017 год
Среди лауреатов 2017 года:
1. Дэвид Р. Лю
2. Марика Бранчези
3. Эмили Уайтхед
4. Скотт Прюитт
5. Пан Цзяньвэй
6. Дженнифер Бирн
7. Лассина Зербо
8. Виктор Круз-Атьенца
9. Энн Оливариус
10. Халед Тукан

За кем стоит последить в 2018 году:

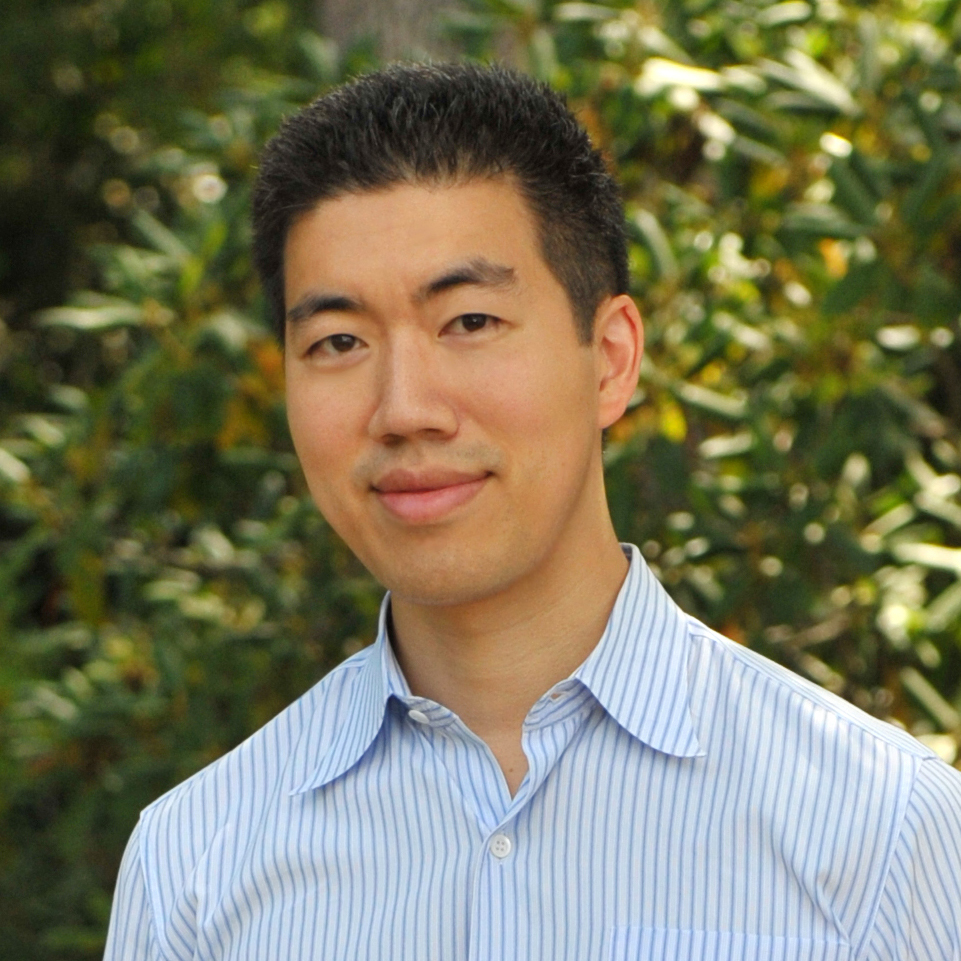
Дэвид Р. Лю был номинирован в 2017 году за работу в качестве корректора генов.

1. Шонесси Нотон, президент 314 Action
2. Марк Уолпорт, исполнительный директор Отдела исследований и инноваций Соединенного Королевства (UKRI)
3. Кейт Кроуфорд, соучредитель AI Now Institute
4. Джон М. Мартинис, руководитель группы квантовых вычислений в Google
5. Патрисия Эспиноза, исполнительный секретарь Рамочной конвенции ООН об изменении климата (РКИК ООН)

## 2016 год
Среди лауреатов 2016 года:
1. Габриэла Гонсалес
2. Демис Хассабис
3. Терри Хьюз
4. Гус Велдерс
5. Селина Турчи
6. Александра Элбакян
7. Джон Дж. Чжан
8. Кевин Эсвелт
9. Гиллем Англада-Эскуде
10. Елена Лонг

За кем стоит последить в 2017 году:

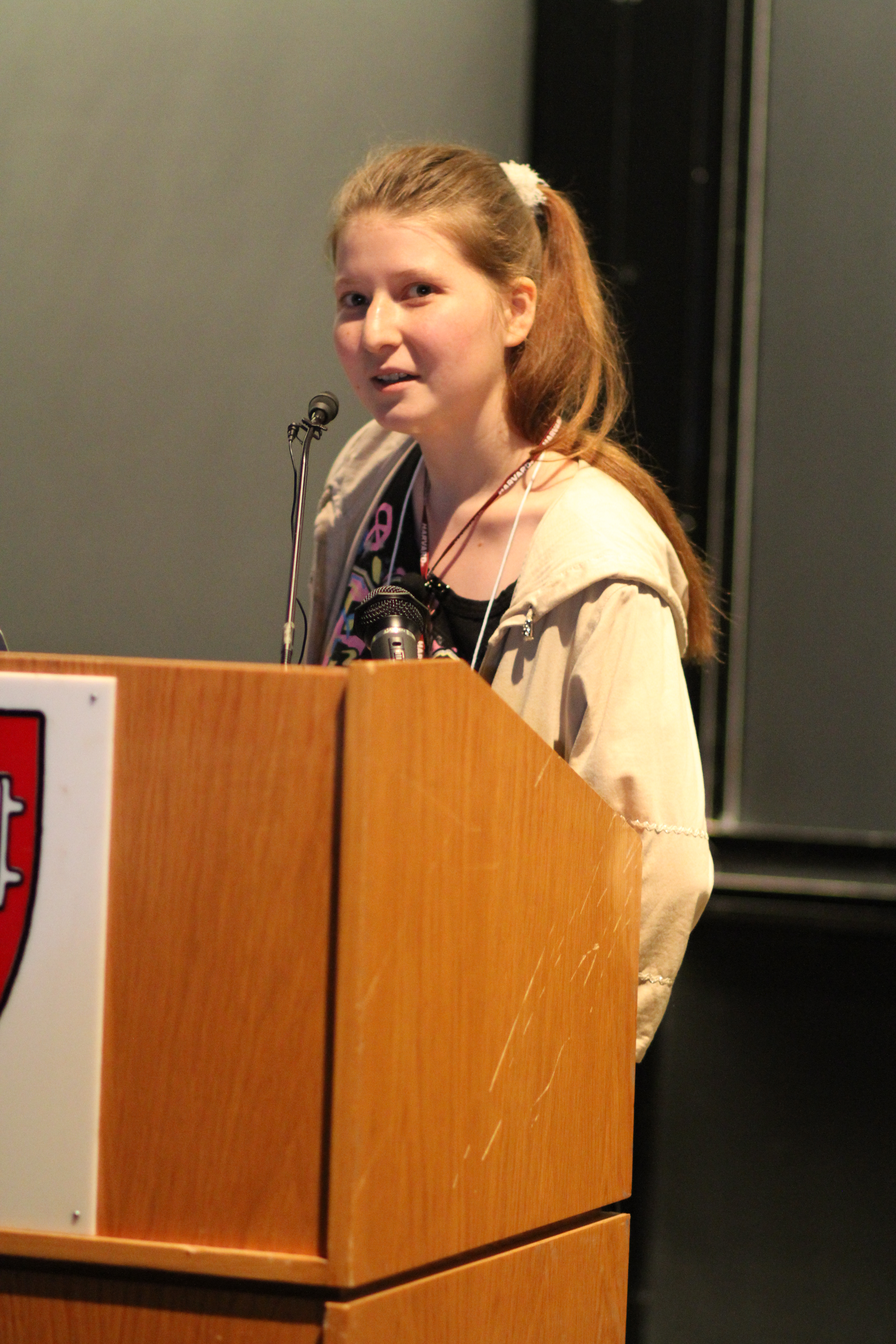
Александра Элбакян была номинирована в 2016 году за работу на Sci-Hub.

1. Кори Баргманн, научный президент, Chan Zuckerberg Initiative
2. Роберт Фейденхансл, председатель European XFEL
3. Джеф Буке, соруководитель проекта «Геном человека — Write»
4. У Вэйжэнь, главный конструктор Китайской лунной программы
5. Марсия МакНатт, президент Национальной академии наук

## 2015 год
Среди лауреатов 2015 года:
1. Кристиана Фигерес
2. Цзюньцзю Хуан
3. Алан Стерн
4. Чжэнань Бао
5. Али Акбар Салехи
6. Джоан Шмельц
7. Дэвид Райх
8. Михаил Еремец
9. Кристина Смолке
10. Брайан Носек

За кем стоит последить в 2016 году:

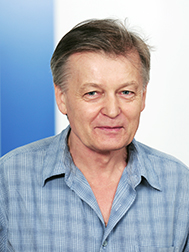
Михаил Еремец номинирован в 2015 году за работы по электрическому сопротивлению и проводимости.

1. Фабиола Джанотти, генеральный директор ЦЕРН
2. Габриэла Гонсалес, представитель Advanced LIGO
3. Кэти Ниакан, биолог стволовых клеток, Институт Фрэнсиса Крика
4. Демис Хассабис, соучредитель DeepMind
5. Ян Вэй, глава Национального фонда естественных наук Китая

## 2014 год
Среди лауреатов 2014 года:
1. Андреа Аккомаццо
2. Сюзанна Л. Топалян
3. Радхика Нагпал
4. Шейх Умар Хан
5. Дэвид Спергел
6. Марьям Мирзахани
7. Пит Фрейтс
8. Коппиллил Радхакришнан
9. Масайо Такахаси
10. Сьорс Шерес

За кем стоит последить в 2015 году:

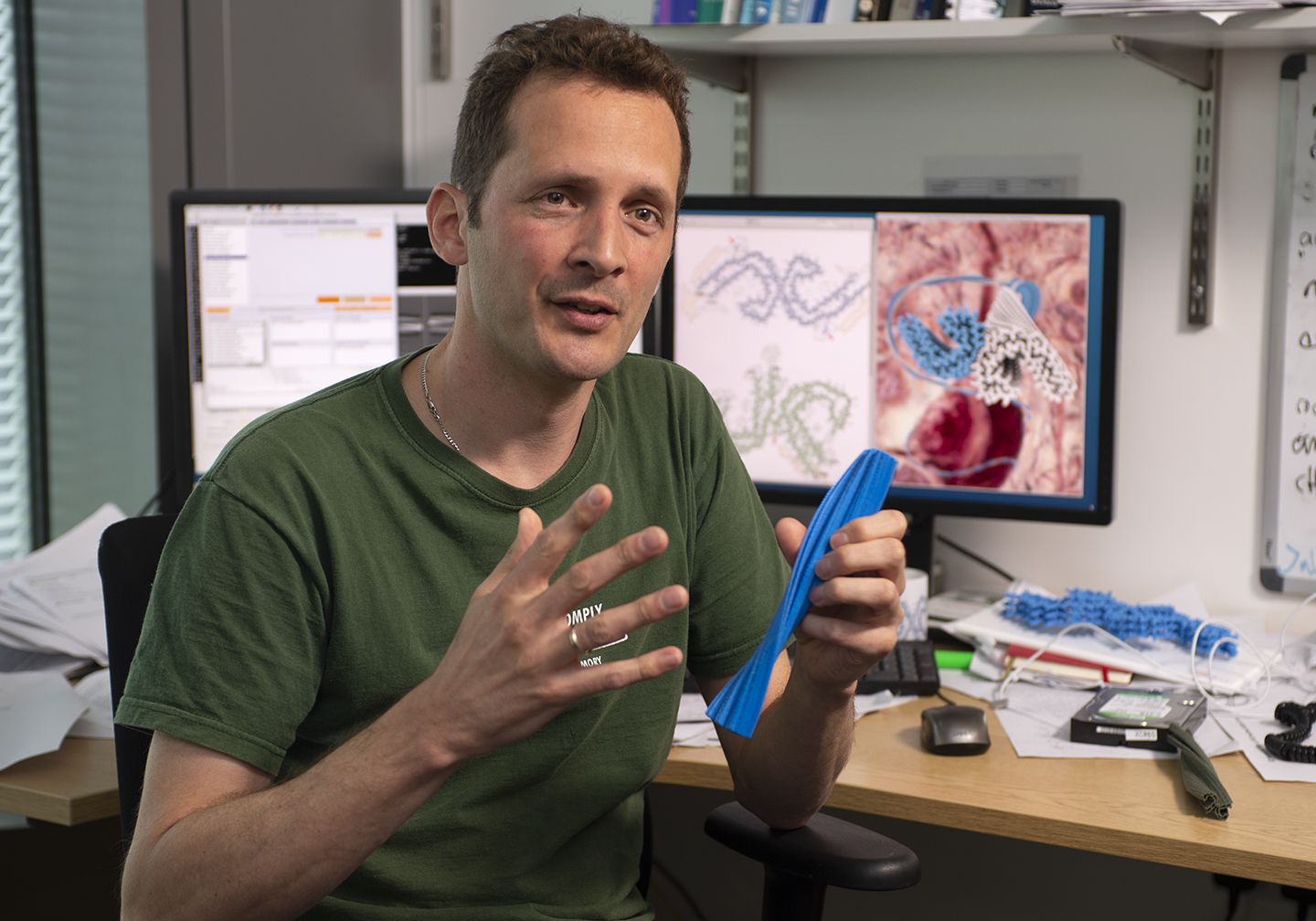
Сьорс Шерес был номинирован в 2014 году за работу в области криогенной электронной микроскопии.

1. Се Чжэньхуа, главный чиновник Китая по вопросам климата
2. Алан Стерн, главный исследователь миссии НАСА «Новые горизонты»
3. Джоан Лю, международный президент организации «Врачи без границ» (MSF)
4. Бернар Биго, назначен следующим генеральным директором ИТЭР
5. Рик Хорвиц, исполнительный директор Института клеточных наук Аллена

## 2013 год
Среди лауреатов 2013 года:
1. Фэн Чжан
2. Таня Симончелли
3. Дебора Персо
4. Мишель Майор
5. Надерев Саньо
6. Виктор Гроховский
7. Хуалань Чен
8. Шухрат Миталипов
9. Кэтрин Клэнси
10. Генри Снэйт

За кем стоит последить в 2014 году:

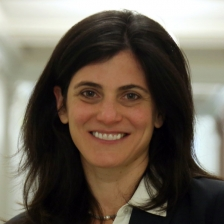
Таня Симончелли была номинирована за работу в области научной политики и генных патентов.

1. Масайо Такахаси, Центр биологии развития RIKEN
2. Кристофер Филд из Межправительственной группы экспертов по изменению климата
3. Жан-Пьер Бургиньон Новый президент Европейского исследовательского совета (ERC)
4. Коппиллил Радхакришнан Председатель Индийской организации космических исследований
5. Гордон Сангера из Oxford Nanopore Technologies

## 2012 год
Среди лауреатов 2012 года:
1. Рольф-Дитер Хойер
2. Синтия Э. Розенцвейг
3. Адам Штельцнер
4. Седрик Бланпен
5. Элизабет Йорнс
6. Цзюнь Ван
7. Джо Хандельсман
8. Тим Гауэрс
9. Бернардо Де Бернардинис
10. Рон Фушье

За кем стоит последить в 2013 году:

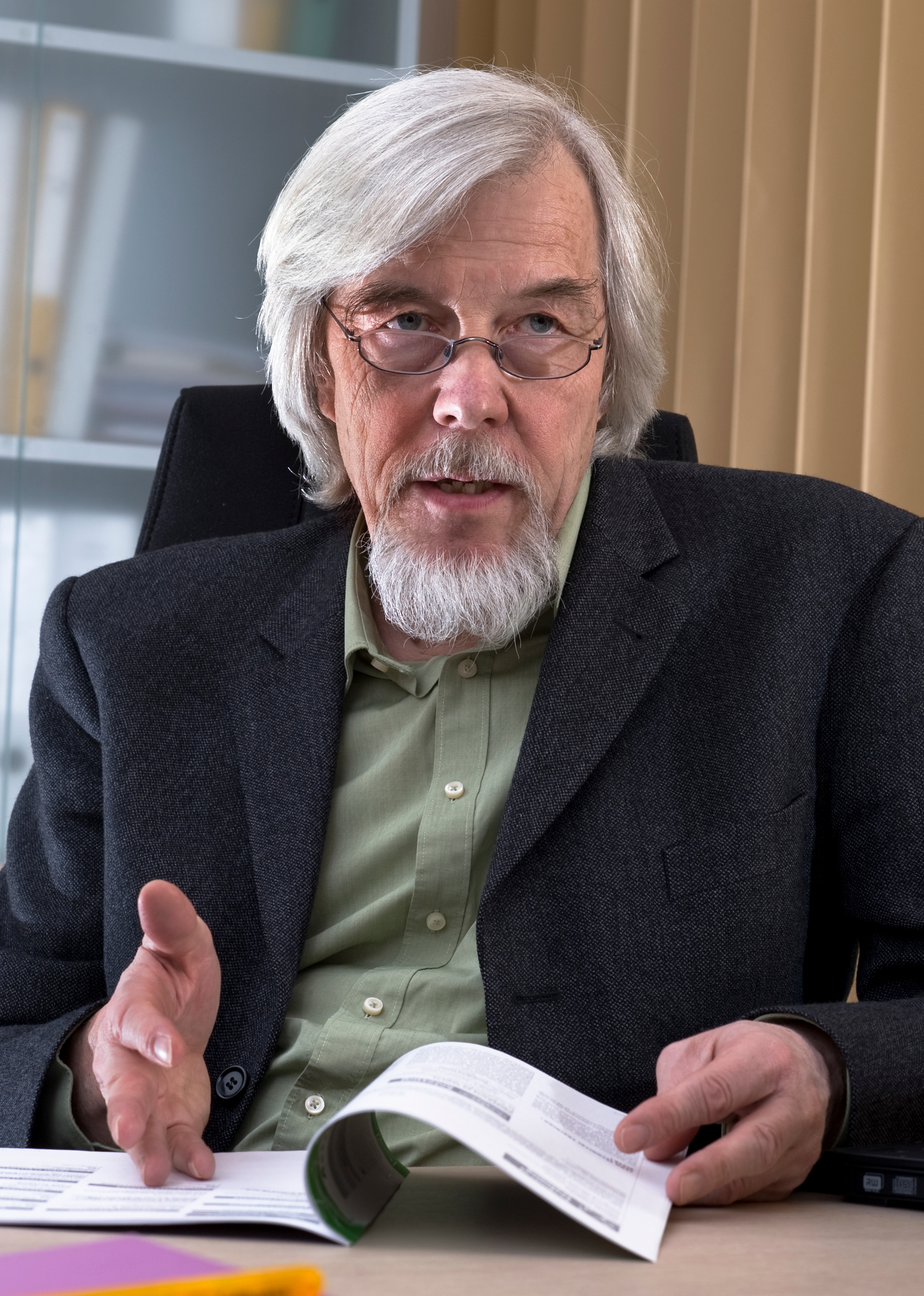
Рольф-Дитер Хойер из ЦЕРН был номинирован за работу над бозоном Хиггса.

1. Энн Гловер, главный советник Европейской комиссии по науке
2. Томас Стокер, Межправительственная группа экспертов по изменению климата (МГЭИК)
3. Крис Остин, Национальный центр развития трансляционных наук США
4. Ян Таубер, миссия Планк Европейского космического агентства
5. Рафаэль Юсте из Колумбийского университета, Нью-Йорк.

## 2011 год
Среди лауреатов 2011 года:
1. Дарио Отьеро
2. Сара Сигер
3. Лиза Джексон
4. Эссам Шараф
5. Дидерик Стапель
6. Рози Редфилд
7. Даника Мэй Камачо
8. Майк Ламонт
9. Тацухико Кодама
10. Джон Роджерс